# ایمان احمدزاده
ایمان احمدزاده (متولد ۴ بهمن ۱۳۶۶-تهران) نوازنده گیتار و پیانو، صاحب استودیو بسامد، همکاری در آهنگ سازی و میکس آثار مرتضی پاشایی، فرزاد فرزین، علی عبدالمالکی و دیگر خوانندگان در ایران فعالیت دارد.

## زندگی‌نامه
ایمان احمدزاده نوازندگی را از سن سالگی آغاز کرد که در همان اوایل فعالیت خود شروع به نواختن کیبورد کرد؛ سپس به گیتار و خواندن تئوری موسیقی در کنار استاد بابک توتونچی شروع به فعالیت‌های هنری خود کرد.
در سنین پایین برای بالا بردن مهارت های نوازندگی خود نزد داریوش خواجه نوری رفت و مهارت‌های خود را در این زمینه ارتقا داد. در ۱۵ سالگی شروع به تدریس در زمینه آموزش گیتار اسپانیایی فعالیت خود را آغاز کرد. در همان زمان با گروه‌های موسیقی در زمینه‌های مختلف فعالیت خود را آغاز و شروع به همکاری کرد.
سال ۱۳۸۰ آغاز فعالیت وی با موسیقی الکتریکی آغاز شد او در ابتدا با نرم‌افزارهای دیجیتالی و سازهای دیجیتالی آشنا شد که همین امر زمینه ای شد تا بتواند در این زمینه فعالیت خود را آغاز کند.
در سال ۱۳۸۴ تا ۱۳۸۸ به اصفهان رفت تا در آنجا به ادامه تحصیل در رشته فیزیک هسته ای در دانشگاه بپردازد. پس از بازگشت به تهران در سال ۱۳۸۸ شروع به ادامه فعالیت موسیقی خود کرد که پس از مدتی استودیو بسامد را راه اندازی کرد.
پس از گذشت فعالیت‌های هنری او و گذراندن آموزش‌های مورد نیاز شروع به میکس و مسترینگ، تنظیم قطعات موسیقی دیگر خوانندگان در ایران کرد.

## آثار
| خواننده        | نام ترانه           | تنظیم و تهیه‌کننده        | سال  |
| -------------- | ------------------- | ------------------------ | ---- |
| فرزاد فرزین    | مانکن               | ایمان‌احمدزاده            | ۱۳۹۸ |
| فرزاد فرزین    | آینده               | ایمان‌احمدزاده            | ۱۳۹۸ |
| فرزاد فرزین    | آتیش ریمیکس         | ایمان‌احمدزاده            | ۱۳۹۸ |
| رضا صادقی      | ققنوس               | ایمان‌احمدزاده            | ۱۳۹۴ |
| رضا صادقی      | شب بارونی           | ایمان‌احمدزاده            | ۱۳۹۴ |
| رضا صادقی      | حکم تیر             | ایمان‌احمدزاده            | ۱۳۹۵ |
| حمید عسکری     | ۱۰۰۰درجه            | ایمان‌احمدزاده            | ۱۳۹۸ |
| حمید عسکری     | چشم سیاه            | ایمان‌احمدزاده            | ۱۳۹۸ |
| حمید عسکری     | عشق کدومه           | ایمان‌احمدزاده            | ۱۳۹۸ |
| علی عبدالمالکی | یک سال گذشت         | ایمان‌احمدزاده            | ۱۳۹۴ |
| علی عبدالمالکی | توی بارون           | ایمان‌احمدزاده            | ۱۳۹۴ |
| علی عبدالمالکی | چقدر شبیهته         | ایمان‌احمدزاده            | ۱۳۹۵ |
| علی عبدالمالکی | بی‌احساس             | ایمان‌احمدزاده            | ۱۳۹۵ |
| علی عبدالمالکی | علی عبدل مالکی آهای | ایمان‌احمدزاده            | ۱۳۹۴ |
| علی عبدالمالکی | کم‌کم                | ایمان‌احمدزاده            | ۱۳۹۵ |
| حجت اشرف‌زاده   | نگارم               | ایمان‌احمدزاده            | ۱۳۹۸ |
| حجت اشرف‌زاده   | مهربان منی          | ایمان‌احمدزاده            | ۱۳۹۸ |
| حجت اشرف‌زاده   | زاده ماه بی‌تکرار من | ایمان‌احمدزاده            | ۱۳۹۸ |
| سینا درخشنده   | پرنده               | ایمان‌احمدزاده            | ۱۳۹۸ |
| سینا درخشنده   | سقوط                | ایمان‌احمدزاده            | ۱۳۹۹ |
| سینا درخشنده   | انگار نه انگار      | ایمان‌احمدزاده            | ۱۳۹۹ |
| سینا درخشنده   | عشق                 | ایمان‌احمدزاده            | ۱۳۹۹ |
| سیناسرلک       | موج خاکستری         | ایمان‌احمدزاده            | ۱۳۹۶ |
| سیناسرلک       | صف شلوغ فقر         | ایمان‌احمدزاده            | ۱۳۹۷ |
| مهدی مقدم      | حالم بده            | ایمان‌احمدزاده            | ۱۳۹۶ |
| مهدی مقدم      | جون منی             | ایمان‌احمدزاده            | ۱۳۹۵ |
| مرتضی پاشایی   | حس‌جدید              | معین راهبر/ایمان‌احمدزاده | ۱۳۹۶ |
| مرتضی پاشایی   | یکی‌بودیکی‌نبود       | ایمان‌احمدزاده            | ۱۳۹۳ |
| مرتضی پاشایی   | بغض ترانه           | ایمان‌احمدزاده            | ۱۳۹۷ |
| شهاب مظفری     | برعکس               | ایمان احمدزاده           | ١٣٩٨ |

## جستار های وابسته
- اسمش عشقه
- ترانه‌شناسی مرتضی پاشایی
- پویا (خواننده)